# Natalie Korolevská
Natalie Jurijovna Korolevská (ukrajinsky Наталія Юріївна Королевська; * 18. května 1975, Chrustalnyj) je ukrajinská podnikatelka a proruská politička. V letech 2016—2019 byla ministryní sociální politiky ve vládě Mykoly Azarova.
Je poslankyní ukrajinského Parlamentu; od začátku ruské invaze na Ukrajinu v únoru 2022 na útěku. Zmeškala všechna zasedání Nejvyšší rady a uprchla mimo Ukrajinu.